# Edith Mary Wightman
Edith Mary Wightman (Edimburg, 1 de gener 1938 – Hamilton (Ontario), 17 de desembre de 1983) fou una historiadora britànica, escocesa, i arqueòloga. Va ser assistent de professor i professora de la McMaster Universitat (1969–1983). Edith Mary Wightman és coneguda principalment pels seus estudis titulats Roman Trier i Gallia Belgica.

## Biografia
Wightman va iniciar els seus universitaris a la Universitat de St Andrews, rebent el seu MA l'any 1960. Després, va estudiar a Oxford amb Ian Richmond i C.E. Stevens, rebent un diploma en Arqueologia Clàssica el 1962, i un DPhil l'any 1968. La seva dissertació sobre el periode romà de la regió germana de Trier va ser publicada com una monografia l'any 1970. Wightman va donar classes a la Universitat de Leicester entre els anys 1965–69, abans d'ingressar al Departament d'Història de la McMaster Universitat l'any 1969, reemplaçant el seu predecessor Salmó de Togo com a professor d'Història Antiga.
Wightman va emprendre treballs de camp arqueològics al mediterrani formant part de tres projectes; a Monte Irsi, sota la direcció d'Alaster Small, com a co-directora del segon equip canadenc d'excavacions a Cartago, amb Colin Wells, i com a directora del projecte d'inspeccions de camps multidisciplinaris al Liri Vall, a Itàlia.
El treball d'Edith Mary Wightman és considerat un "model de combinació de dades literàries, epigràfiques i arqueològiques realitzat amb cura i imaginació. La recerca que feu per a la seva obra Gallia Belgica va implicar visites anuals de recerca als instituts arqueològics de Bèlgica, França, Alemanya i els Països Baixos. La seva obra Gallia Belgica, publicada després de la seva mort, ha estat qualificada com a 'magistral' i John Percival va declarar al respecte que "és difícil trobar un estudi millor que aquest sobre una província Romana en termes de comprensió i fiabilitat". La seva feina fou un estudi centrat en "el món rural romà i en la seva població". Va distingir-se per la seva habilitat com a investigadora i com a mestre, a més d'una acadèmica "molt estimada i respectada".
Edith Mary Wightman va ser assassinada el 17 de desembre de 1983 a la seva oficina de la McMaster Universitat. Va ser trobada a terra en el seu pis amb els ulls embenats i la boca lligada amb cinta i les seves mans emmanillades al darrere. Segons la policia, les seves targetes de crèdit van desaparèixer i per aquesta raó es creu que l'assassinat fou motivat per un robatori.

## Honors
Edith May Wightman va ser nomenada Amiga de la Societat de Antiquaries de London l'any 1973, membre de la Société des Antiquaires de França el 1976, i membe de la Societat Reial de Canadà l'any 1982.

## Obres
- Wightman, E. 1970. Roman Trier and the Treveri. Oxford
- Wightman, E.M. 1974. La Gaule chevelue entre César et Auguste. In Actes du IXeme Congres International d'études sur les Frontières Romaines, Mamaïa, 6-13 septembre 1972.
- Wightman, E.M. 1975. The pattern of rural settlement in Roman Gaul. ANRW 2.4: 584-657
- Wightman, E.M. 1977. Military arrangements, native settlements and related developments in early Roman Gaul. Helinium 17, 105-126.
- Wightman, E. 1978. Peasants and potentates : an investigation of social structure and land tenure in Roman Gaul. American Journal of Ancient History 3.
- Wightman, E. 1980. The plan of Roman Carthage, in New Light on Ancient Carthage (Ann Arbor, 1980), 29-46
- Wightman, E. 1981. The lower Liri valley: problems, trends and peculiaritiies. In G. Barker and R. Hodges (eds.) Archaeology and Italian Society. Prehistoric, Roman and Medieval Studies. Oxford: BAR International Series 102.
- Wightman, E. 1985. Gallia Belgica. London: B. T. Batsford
- Wightman, E.M. 1994a The Iron Age. In J.W. Hayes and I.P. Martini (eds.) Archaeological survey in the Lower Liri Valley, Central Italy (BAR International Series 595). Oxford, Tempus Reparatum. 13-17.
- Wightman, E.M. 1994b Communications. In J.W. Hayes and I.P. Martini (eds.) Archaeological survey in the Lower Liri Valley, Central Italy (BAR International Series 595). Oxford, Tempus Reparatum. 30-33.
- Hayes, J.W. and Wightman, E.M. (1984) Interamna Lirenas: risultati di ricerche in superficie 1979-1981. In S. QuiliciGigli (ed.) Archeologia Laziale VI (Quaderni del Centro di Studio per l'Archeologia Etrusco-Italica 8). Roma, Consiglio Nazionale delle Ricerche. 137-148.